# ألبرتو باستوس لوبيز
ألبرتو باستوس لوبيز (22 أكتوبر 1959 بلشبونة في البرتغال - ) هو مدرب كرة قدم ولاعب كرة قدم برتغالي في مركز الدفاع. شارك مع منتخب البرتغال تحت 18 سنة لكرة القدم ومنتخب البرتغال تحت 20 سنة لكرة القدم ومنتخب البرتغال تحت 21 سنة لكرة القدم. أما مع النوادي، فقد لعب مع أتليتيكو كلوب دي برتغال وإشتوريل برايا وسبورتينغ براغا ونادي بنفيكا ونادي بيلينينسش وS.U. 1º Dezembro ‏ ونادي بينفايل ونادي فافي ‏ وOdivelas F.C. ‏ ونادي لورنهانينسي ‏.

## وصلات خارجية
- ألبرتو باستوس لوبيز على موقع قاعدة بيانات كرة القدم.إي يو (الإنجليزية)